# 男性開腿

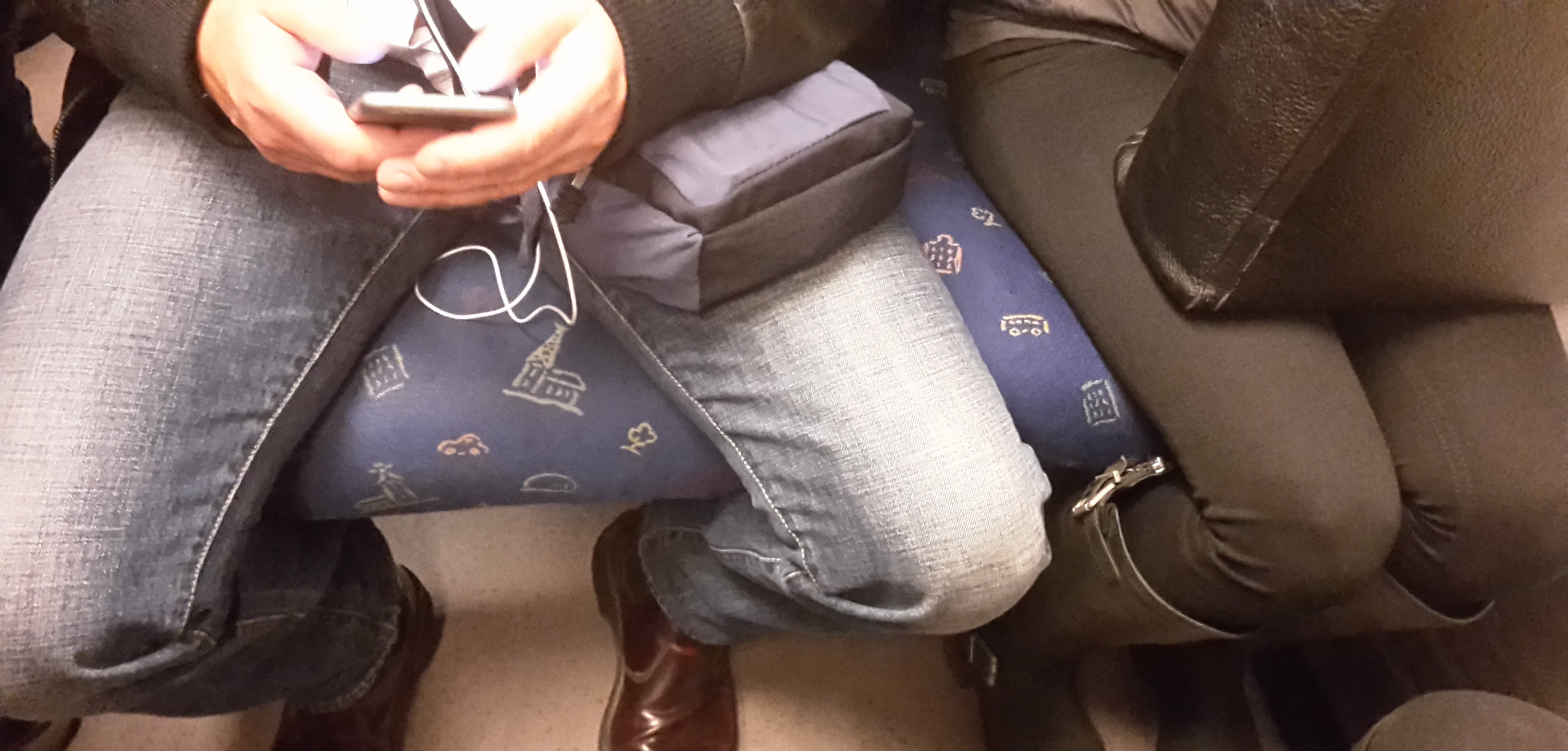
斯德哥爾摩地鐵上「男性開腿」的例子

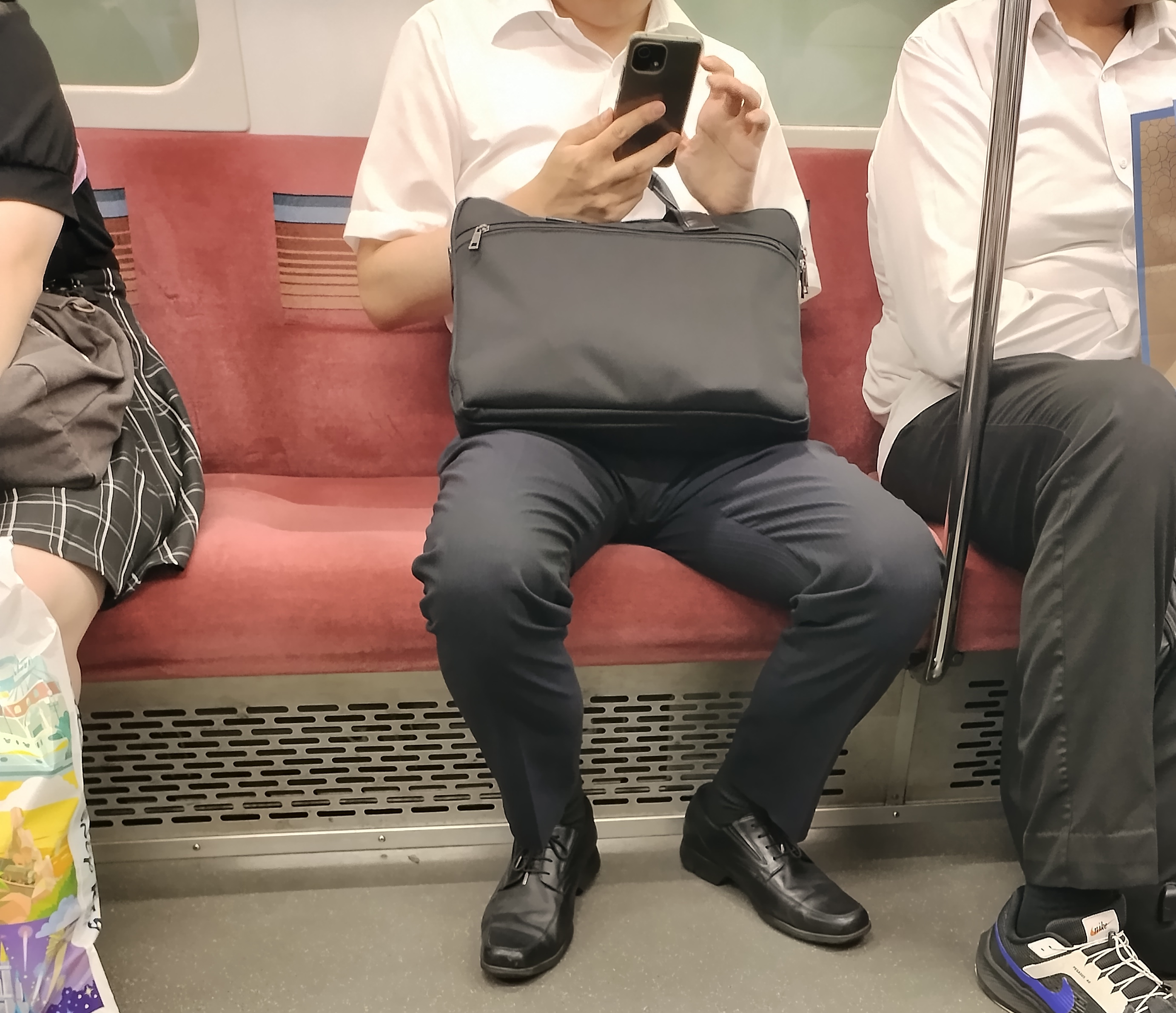
東京地鐵東西線上「男性開腿」的典型案例

男性開腿（英語：Manspreading），又稱大爺式佔位，是指男性在公眾場合（尤其是在公共運輸系統中）張開雙腿，佔用多於一個座位的空間的行為。因此類行為在公共運輸系統中經常造成他人困擾，許多地區及公共運輸系統相關當局已公開呼籲停止此類行為；但是，有辯護者稱此類行為源自「生理原因」。同時，也有針對此類論述的反駁，將女性在公共空間以手提包佔位的行為相提並論。 因而，某些地區及公共運輸系統相關當局並不認為此類行為與特定的性別有關。
2013 年，社交媒体網站Tumblr上發起了一場反對男性開腿的運動，由此引發了一連串公開辩論；一年后，「男性開腿」一詞應運而生。 这些運動被嚴厲批評为公开羞辱運動，因為拍摄对象往往很容易辨認， 而未經同意拍摄照片并重点拍其胯部的行為被比作偷拍或報復性色情。    
該詞的使用受到了女權主義者和反女權主義者的强烈批評。 在美国，有關男性開腿的投訴過度针对拉丁裔男性。    
牛津词典在 2015 年 8 月添加了单词“manspreading”。  多伦多漢柏(Humber)学院的英语教授林賽·柯克漢姆表示，這種做法隐喻着男性被允许在社会中占据不成比例的空間。 

## 解釋

### 生理學
目前尚無科學研究解釋這種現象的生理學原理。作家兼健身記者Lou Schuler推測，「男性開腿」是自然現象，因为男性天生的身體差異使得雙膝分開的坐姿成為「男性最放鬆的坐姿」，其原話如下：
當像我這樣的人雙膝併攏坐著時，就會發生這種情況：股骨頂部的圓球會擠壓髖臼（髖臼窩）的外緣，使髖臼襯裡的髖臼唇受到拉傷。我雙膝併攏時，必須活化大腿內側的髖部內收肌。這會自動觸發我大腿外側外展肌的阻力，從而產生一直延伸到下背部的張力。我一放鬆收縮，大腿就分開了，每個膝蓋骨中心都留出了大約 15 英寸的間隙，超過了正常男性伸展距離的四分之三......另一方面，女性的骨盆和大腿骨更寬，它們更自然地向身體的中線傾斜，而不是遠離。雙膝併攏的坐姿在大多數情況下是一種無壓力的姿勢，但在懷孕期間，腹部的重量會將雙膝向外推。
他指出男性的身體结購通常具有較高的重心，部分原因是肩部和上臂肌肉较多，也部分因為大腿和臀部的脂肪較少。軀幹較長的人的擺臂也較長，這會放大因車輛運動而產生的横向力。平均而言，男性的臀部比女性的臀部窄，因此穩定性较差。如果椅子提供侧腰部支撑，將有助於減少搖擺。
男性開腿的姿势也可能與骨盆整體寬度（女性的骨盆寬度相對較大）和股骨颈角度（女性的股骨颈角度較大）等因素有關。  

### 社會學

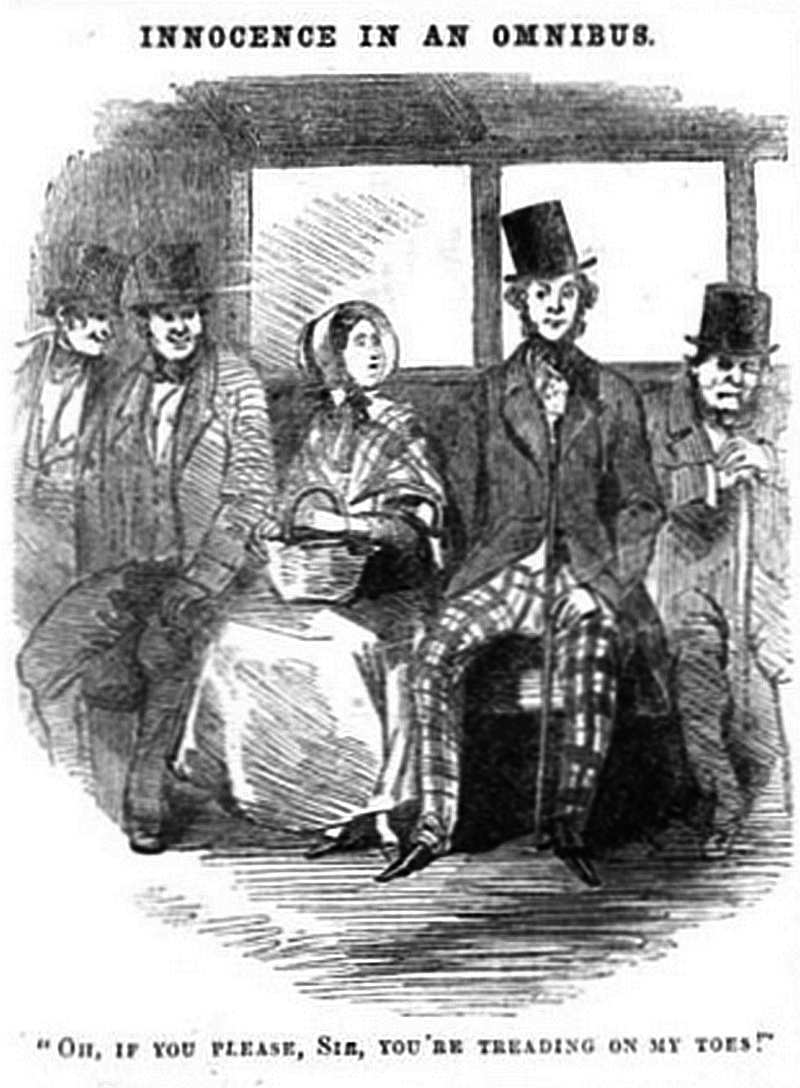
《木偶戏》中的一幅漫画（1848 年 3 月 26 日）

對男性来说，雙腿張開也可能表示其支配地位和性吸引力。加州大学伯克萊分校的博士后研究员 Tanya Vacharkulksemsuk 的研究表明，當男性張開雙腿和雙臂時，會更具性吸引力。通过照片，她發現 87% 的女性受試者對男性伸展身體的圖像感興趣，意旨男性是「被鼓勵」呈現此一姿勢的。另一方面，一些研究表示，女性盤腿而坐可能會被視為一种女性氣質的體現 ，雙腿交叉坐姿通常被認為是女性化的。

## 大眾運輸部門的宣傳

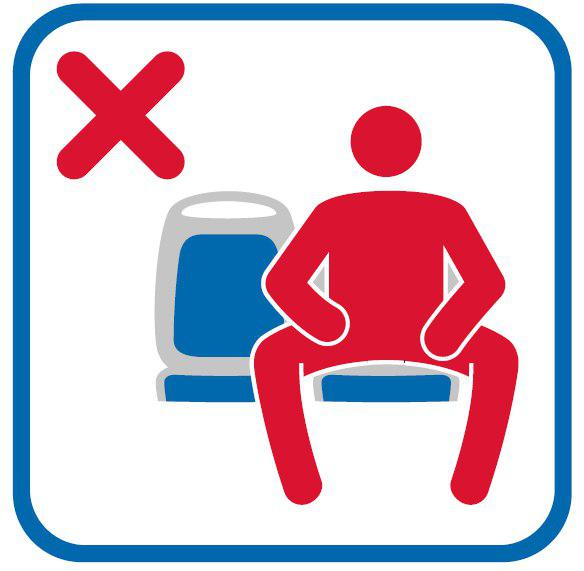
马德里市政交通公司2017 年發起了鼓勵「尊重坐姿」的活動。

2014 年，纽约大都會運輸署(MTA) 和西雅圖Sound Transit发起了海報宣傳活動，鼓勵當公車和火車擁擠不堪，乘客不得不站立时，請采取尊重的坐姿。美國大都會運輸署發起的運動批評了許多行為，例如靠在扶手上和化妆，其口號是「老兄，請停止這種行為！」 费城、芝加哥和華盛顿特區的交通官員沒有注意到針對男性開腿的投诉，儘管費城運輸局當時針對拿背包占位的人發起了禮儀運動，其口號是「老兄，這很不禮貌......兩個座位—有必要嗎？」。 儘管社群媒體和公眾辯論要求將這項活動擴展到加拿大多倫多 ，多倫多交通局的一名代表表示，「我們不會對『男性開腿』運動發表評論」，她提醒乘客要互相保持禮貌，讓别人坐在自己旁邊的空位上。 自 2017 年起，馬德里市政交通公司禁止乘客同时占用多个座位。 在某些情况下，那些認為男性開腿令人反感的人會未經同意拍摄這些陌生人，并將其照片發布到網路上。 
在禁止男性開腿的政策被用来不當針對拉丁裔人族群后，該詞引發了爭議。根據 MTA規定，兩名拉丁裔男子因「男性開腿」而被捕，一名青少年因将背包放在身边而受到指控。 《赫芬顿邮报》称其为“破窗效應”過度執法的一个例子。    

## 批評與爭議

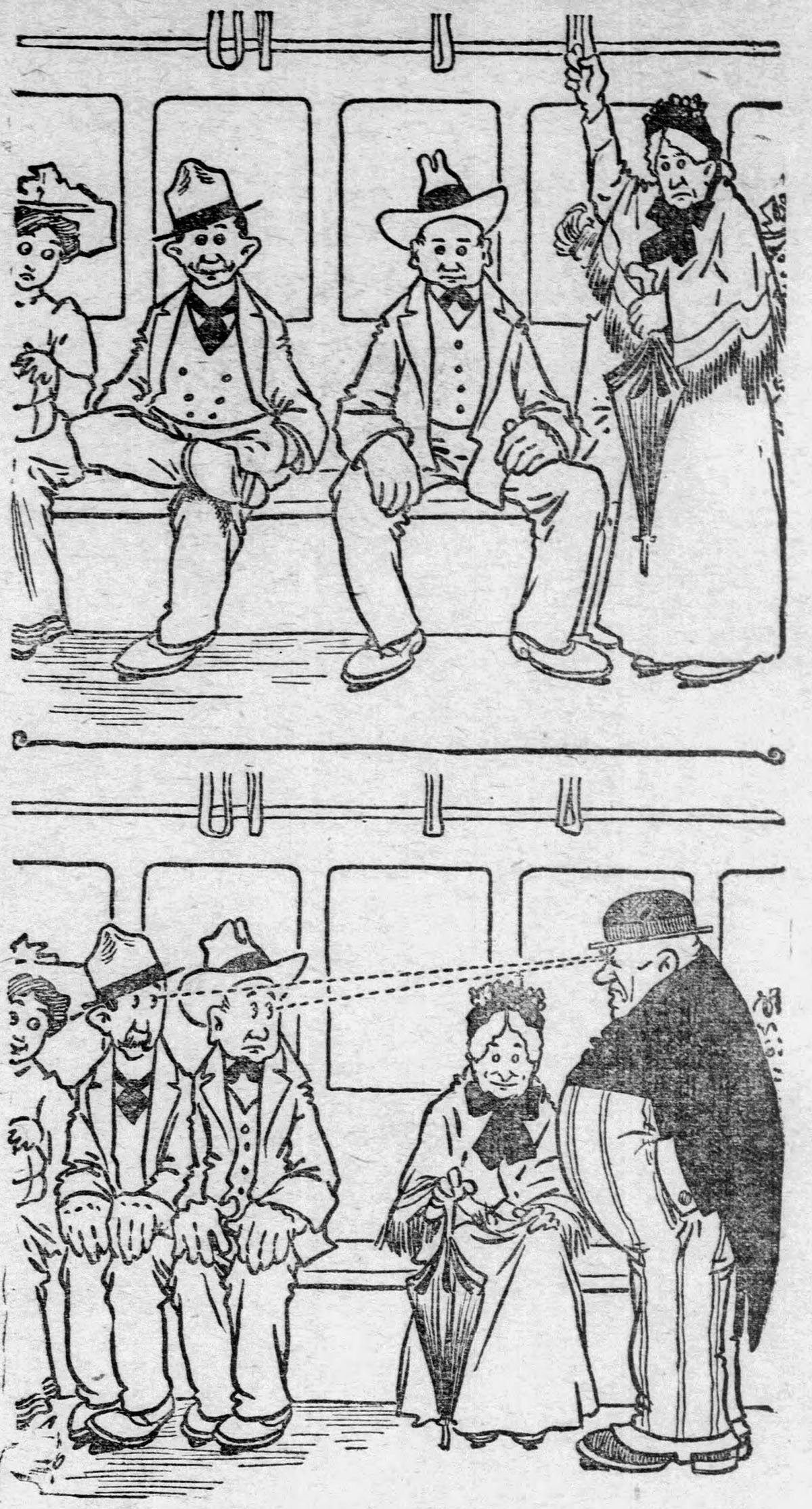
艾弗里特·特鲁的爆发，（ AD Condo ，1907 年）

這一坐姿以及新詞「manspreading」的使用在美国、英国、土耳其以及加拿大的網路平台上引起了一些批評與爭論。  女性平權作家Cathy Young曾将圍繞男性開腿的爭議描述為「偽女權主義—專注於男性的不當行为，無論這些行為多麼微不足道。  」她認為，該詞的使用是「針對男性的羞辱」。 
根據新南威爾士大學教授Emma Jane的說法，  「這一運動的一個關鍵環節是女權主義者偷拍男性通勤者開腿的坐姿，並將這些照片發布到Twitter 、 Instagram和Tumblr等社群媒體平台上。許多被拍攝的對象都很容易辨認，並伴随著嘲諷的文字和評論。」反對男性開腿的批評和運動因沒有解决女性的類似行為而受到反批評。男性權利團體對這一詞的性别意涵提出質疑，並認為交通工具中的反社會行為是個人禮儀問題而非性别問題，並指出也有部分女性始用包包放佔據多個座位，這種做法被稱為「she-bagging」。未經男性同意而拍摄其跨部的做法，被比作偷拍或報復性色情。  
這種做法也被描述为一種公開羞辱的形式。 例如，在紐約，演員剛姆漢克在地鐵上被拍到占用兩個座位，並因此受到批評。他在他的脱口秀節目中回應道：「當時火車上大半是空的！車上有零星一些人，但空間是足夠的好嗎！  」
加拿大平等協會（CAFE）是一家加拿大男權組織，他們對交理部門展開的反男性開腿運動提出了批評。 CAFE認為「男人合拢双腿会造成身体疼痛」，反对男性開腿的運動相當於「在公車或火車上禁止女性哺餵母乳...... 」。媒體評論也提出了類似的觀點，認為男人需要張開雙腿来容納他們的睾丸。  不過也有人反駁，《男士基本禮儀》一書的作者彼得·波斯特曾說過，男人的正确坐姿是雙腿平行，而不是呈V字形打開。 
2016 年，該詞被列入蘇必利爾湖州立大學的「禁止使用」單詞和短語列表中。  2019 年，两名女性因在巴基斯坦的女權游行中展示「womanspreading」的横幅而受到批评。 
2019 年，布萊頓大学的学生萊拉·勞雷爾 (Laila Laurel) 設計了一把椅子，旨在鼓勵男性併攏雙腿就坐；她還制作了另一把椅子，旨在鼓勵女性在就坐時占用更多空間。 這一行為在網路上遭受批評，一些人認為這些椅子和這名學生有厭男倾向。 她設計的椅子赢得了貝爾蒙德獎，這是各大學作品展示會上的獎項。 據勞雷爾本人所述，這些椅子本來就不該太嚴肅看待。
男性開腿這一行為受到了批评，一般是因為占用了太多空間。人們也認為這是性别偏見的结果。 一些防止男性開腿的措施受到了讚揚，一些人希望其他城市也能采取類似措施。  2013 年，記者芭芭拉·艾倫 (Barbara Ellen)將其描述為「對於男性自認有權佔據額外空間，所產生的憤怒。 」她還反駁了男人生理上需要張開雙腿的說法，認為「從能夠正常就坐的男人數量來看，這裡似乎存在著自大的妄想與吹牛。」最后，她表示男性開腿只是系統性女性壓抑的一個縮影。